# 纪东流
纪东流（1885年—1913年），本名辅官，天津宝坻人，东北讨袁军司令。

## 生平
1885年，出生于今天津市宝坻区周良街道赵聪庄村。
1898年，在聂庄子村塾堂教书。
1907年，考入吉林高等巡警学堂，后到直隶省永平府任警职，因不满晚清时政辞职，南下加入同盟会，参与辛亥革命。
1912年中华民国成立，被派往吉林省国民党支部工作。
1913年9月9日，组织二次革命期间，在长春被捕，之后吉林护军使孟恩远派员审讯，被判死刑，就义于九龙口刑场，时年28岁，终身未婚。
1923年9月，纪东流牺牲十周年时，其弟纪芝田的朋友王辅臣（山东人）被纪家两代人的寻亲之举所感动，自愿出资在吉林为纪东流举办“放空”葬礼，将纪东流的照片放入棺木内下葬，并修坟茔。